# Зміулан
Зміулан — в українській, білоруській та російській міфології цар змій, який володів великими їх стадами, противник Грому і Блискавки.

## Образ
Є одним з продовжень образу Вогняного Змія. В білоруських та російських казках, цар Вогонь або подекуди Грім і цариця Блискавка спалюють стада царя Зміулана, який ховається від них в дуплі старого дерева (паралель з одним з основних міфів слов'янської міфології, в якому ворогом Перуна є Змій, володар зміїв, що ховається в дуплі дерева). 
Ім'я Зміулана використовується в російських народних замовляннях-приворотах: 

| «...Королівна бачить біду неминучу, висилає Зіланта Зміулановича. Загримів Зілант, виходячи із залізного гнізда, а висіло воно на дванадцяти дубах, на дванадцяти ланцюгах. Несеться Зілант як стріла на орла...» |